# Sudimoro (Purworejo)
Sudimoro is een bestuurslaag in het regentschap Purworejo van de provincie Midden-Java, Indonesië. Sudimoro telt 590 inwoners (volkstelling 2010).